# Cathy Foo Kune
Cathy Foo Kune (* um 1965) ist eine ehemalige mauritische Badmintonspielerin und Sportfunktionärin. 

## Karriere
Cathy Foo Kune wurde 1989 und 1991 jeweils 33. bei den Badminton-Weltmeisterschaften im Dameneinzel. 1989 startete sie auch im Damendoppel und wurde dort ebenfalls 33. Bei den Mauritius International 1991 belegte sie Platz drei im Damendoppel mit Marie-Josephe Jean-Pierre. Nach ihrer aktiven Karriere wurde sie Mitglied des Sports Council von Mauritius.

## Sportliche Erfolge
| Saison | Veranstaltung             | Disziplin   | Platz | Name                                       |
| ------ | ------------------------- | ----------- | ----- | ------------------------------------------ |
| 1989   | Weltmeisterschaft         | Damendoppel | 33    | Cathy Foo Kune / Martine de Souza          |
| 1989   | Weltmeisterschaft         | Dameneinzel | 33    | Cathy Foo Kune                             |
| 1990   | Indian Ocean Island Games | Damendoppel | 1     | Cathy Foo Kune / Martine de Souza          |
| 1990   | Indian Ocean Island Games | Mixed       | 2     | Édouard Clarisse / Cathy Foo Kune          |
| 1990   | Indian Ocean Island Games | Dameneinzel | 2     | Cathy Foo Kune                             |
| 1991   | Weltmeisterschaft         | Dameneinzel | 33    | Cathy Foo Kune                             |
| 1991   | Mauritius International   | Damendoppel | 3     | Cathy Foo Kune / Marie-Josephe Jean-Pierre |